# Equitazione ai II Giochi olimpici giovanili estivi
Le gare di equitazione ai II Giochi olimpici giovanili estivi si sono svolte al Nanjing International Exhibition Center di Nanchino dal 19 al 24 agosto 2014.
Sono state assegnate medaglie solo nella specialità di salto ostacoli individuale e a squadre miste, riservata a rappresentative continentali.

## Podi
| Evento                       | Oro                                                                     | Argento | Bronzo |
| Salto a ostacoli individuale | Emily Fraser                                                            | Martina Campi | Jake Hunter                                                                                                   |
| Salto a squadre miste        | Europa Matias Alvaro Michael Duffy Jake Saywell Filip Agren Lisa Nooren | Sud America Francisco Calvelo Martinez Antoine Porte Valeria Maria Jimenez Caballero Martina Campi Bianca De Souza Rodrigues | Nord America Polly Serpell Macarena Chiriboga Granja Sabrina Rivera Meza Stefanie Brand Maria Gabriela Brugal |